# Bồ bốt Bạch Mã
Bồ bốt Bạch Mã (danh pháp khoa học: Popowia bachmaensis) là một loài thực vật thuộc họ Annonaceae. Đây là loài bản địa của Việt Nam. Mẫu vật thu tại Vườn quốc gia Bạch Mã, ở cao độ 485 m.

## Từ nguyên
Tính từ định danh lấy theo tên núi Bạch Mã.

## Phân bố
Mọc trong rừng thường xanh thứ cấp trên sườn đồi, ở cao độ đến 500 m.

## Mô tả
Cây bụi, cao 30–60 cm. Cành non phớt lông tơ màu nâu vàng, nhẵn nhụi, ánh đen. Lá mọc xen kẽ; cuống lá dài 1,8–3 mm, phớt lông tơ; phiến lá từ hình elip đến hình trứng ngược, kích thước (3,7-)4,6-10,8(15) x 2,0-5,6 cm, tỷ lệ dài/rộng 1,7-2,5(-3,2). đáy lá tù, thường không đối xứng, nhọn đỉnh, mũi nhọn dài đến 1,4 cm, mép lá nguyên, có lông mịn, dạng giấy, màu xanh lục xám đến màu nâu đen phía gần trục, màu xanh lục nhạt hay xanh lục xám hoặc màu nâu xám phía xa trục, có hột nhỏ, có lông tơ trên cả hai mặt khi còn non, nhẵn nhụi khi già; gân giữa nổi rõ phía xa trục, có lông tơ trên cả hai mặt; gân thứ cấp 7-11 đôi, tỏa ra ở góc 45-55 độ từ gân giữa, nổi rõ phía xa trục khi khô, có lông tơ trên cả hai mặt; gân tam cấp mờ nhạt, dạng hình thang hay mắt lưới. Cụm hoa mọc ngoài nách lá hoặc đối diện lá, dạng chùm gồm 1-3 hoa. Cuống hoa dài 2-3,5 mm, phớt lông tơ, lá bắc hình tam giác, dài khoảng 1 mm, rộng khoảng 0,5 mm, phía ngoài và mép có lông tơ màu nâu, phía trong nhẵn nhụi, các lá bắc con sớm rụng. Lá đài 3, hình trứng rộng, khoảng 3 × 3 mm, phía ngoài có lông tơ, phía trong nhẵn nhụi. Cánh hoa 6, màu trắng; các cánh hoa bên ngoài hình trứng-tam giác, khoảng 2,7 × 1,5 mm, phía ngoài có lông tơ, phía trong nhẵn nhụi; các cánh hoa bên trong hình trứng-tam giác hẹp, khoảng 6 × 3,2 mm, lông tơ trên cả hai mặt trừ phần dưới mé trong. Nhị 22 mỗi hoa, hình chóp cụt ngược, khoảng 1,1 × 0,8 mm, nhẵn nhụi, mô liên kết cắt ngắn, phẳng đỉnh hoặc hơi lõm, dài khoảng 0,1-0,2 mm; bao phấn dài khoảng 0,7 mm. Lá noãn 6 mỗi hoa, dài khoảng 2,1 mm, nhẵn nhụi; đầu nhụy dài khoảng 1,1 mm, nhẵn nhụi; nhụy và vòi nhụy giả hình nón ngược, kích thước khoảng 1 × 0,7 mm. Cuống quả chưa thuần thục dài khoảng 3,5-4.0 mm, lông tơ màu nâu đỏ; đơn quả 3, tròn, đường kính khoảng 2,2 mm, lông tơ ngắn màu trắng, trở thành nâu đen khi khô. Hạt 1 mỗi đơn quả, dài khoảng 1,5 mm, màu nâu đỏ, nhẵn nhụi, nhăn nheo khi khô. Hoa thuần thục và quả non thu được trong tháng 5.